# تالاب جوکندان
تالاب جوکندان در شهرستان تالش و جزء منطقه حفاظت شده لیسار و جوکندان در کنار دریای مازندران، جزء تالاب‌های دریایی ساحلی و یکی از تالاب‌های نادر در استان گیلان محسوب می‌شود که از پیشروی آب دریای مازندران در دهه ۷۰ بوجودآمده است و تقریباً به وسیلهٔ سه حوزه مستقل تغذیه می‌شود.
در مواقع طوفانی، آب دریا هم به قسمتی از تالاب نفود می‌کند. عمق متوسط تالاب حدود ۰/۴ متر است. عمیق‌ترین قسمت حدود ۰/۸ و در کم عمق‌ترین نقاط حدود ۰/۳ متر است. آب این تالاب تنها به وسیلهٔ سه رودخانه کوچک محلی و آب حاصل مزارع تأمین می‌شود. توسکا گونهٔ ای غالب درختان جوکندان است که در سه دهه قبل یکسره قطع شدند و امروز آثار کنده‌ای در تالاب بچشم می‌خورد.

## جغرافیا
این تالاب در شمال ساحل دهستان جوکندان قسمت‌هایی از روستاه‌های قنبرمحله، دیراکری، شاندرمن محله، بیسیم و پشته می‌باشد. این تالاب با طول ۶ کیلومتر و عرض ۲۰۰ متر با مساحت ۲۳۸ هکتار در ۷ کیلومتری شمال شهر تالش (هشتپر) واقع شده‌است.

## آبگیری
- رودخانه جوکندان
- قلعه بین
- سیدلر لیسار